# 宇野ゆう子
宇野 ゆう子（うの ゆうこ、1947年1月25日 - ）は、日本のシャンソン歌手。東京都出身。

## 経歴
歌手歴は長く、5歳から童謡歌手として活動していた。武蔵野音楽大学短期大学部声楽科卒業。師匠はシャンソン歌手で作曲家の宇井あきら。
銀巴里などでシャンソン歌手として力をつけ、日本を代表するシャンソン歌手の一人として活動。1969年に東芝音楽工業（現・ユニバーサル ミュージック）と専属契約を結ぶ。
マハロ・エコーズのメンバーとしてシングル「コモエスタ赤坂」を発売したこともある。
日本を代表するテレビアニメ『サザエさん』のオープニングテーマ曲、エンディングテーマ曲の歌唱者としても著名である。また、ケンちゃんシリーズのテーマ曲も歌っている。
現在は歌手活動の傍ら、日本橋三越本店等でシャンソン教室を主宰している。

## ディスコグラフィー

### シングル
| A面                                 | B面                                | 発売日         | レーベル     | 規格品番   | 備考                                 |
| ----------------------------------- | ---------------------------------- | -------------- | ------------ | ---------- | ------------------------------------ |
| コモエスタ赤坂                      | 別れても                           | 1968年         | 日本ビクター | SV-713     | 「マハロ・エコーズ、矢野ゆう子」名義 |
| ジャンケン・ケンちゃん （宮脇康之） | さよなら また あした               | 1969年         | 東芝音楽工業 | TC-1132    | 『ジャンケンケンちゃん』主題歌       |
| サザエさん                          | サザエさん一家                     | 1969年11月10日 | 東芝音楽工業 | TC-1135    | 『サザエさん』主題歌                 |
| ケンちゃんトコちゃんGO!GO!GO!       | パパとママがちっちゃなとき遊んだ歌 | 1970年         | 東芝音楽工業 | TC-1147    | 『ケンちゃんトコちゃん』主題歌       |
| サザエさん                          | サザエさん一家                     | 1974年6月5日   | 東芝音楽工業 | TC-3030    |                                      |
| 再会                                | マリンブルー                       | 1980年         | 東芝音楽工業 | TP-17035   |                                      |
| サザエさん                          | サザエさん一家                     | 1992年9月23日  | 東芝EMI      | TODG-2001  |                                      |
| みんなを好きに〜積もった雪          | こだまでせうか〜砂の王国           | 1999年         | 東芝EMI      | PCDLZ-1146 | 「金子みすゞ/夢の世界」              |
| 誕生                                | 倦怠                               |                |              |            |                                      |
| 父ちゃんのポーが聞こえる            | 則子・その愛と死                   |                |              |            |                                      |

### アルバム
| タイトル           | 発売日         | レーベル                   | 規格品番 | 備考 |
| ------------------ | -------------- | -------------------------- | -------- | ---- |
| ファーストアルバム |                | 東芝EMI                    | LRS-820  |      |
| ブラック・コーヒー | 1990年5月21日  | ビクターエンタテインメント | VICP-41  |      |
| コーヒーは愛の香り | 1992年10月21日 | ビクターエンタテインメント | VICP-178 |      |
| 明日の扉をあけて   | 2008年         |                            |          |      |

### ミニアルバム
| タイトル                                    | 発売日 | レーベル     | 規格品番 | 備考                                         |
| ------------------------------------------- | ------ | ------------ | -------- | -------------------------------------------- |
| 雨ふりお月さん/てるてる坊主/叱られて/あした |        | 東芝音楽工業 | TH-3237  | 収録曲の「雨ふりお月さん」「叱られて」を歌唱 |